# Gajusz Mucjusz Scewola

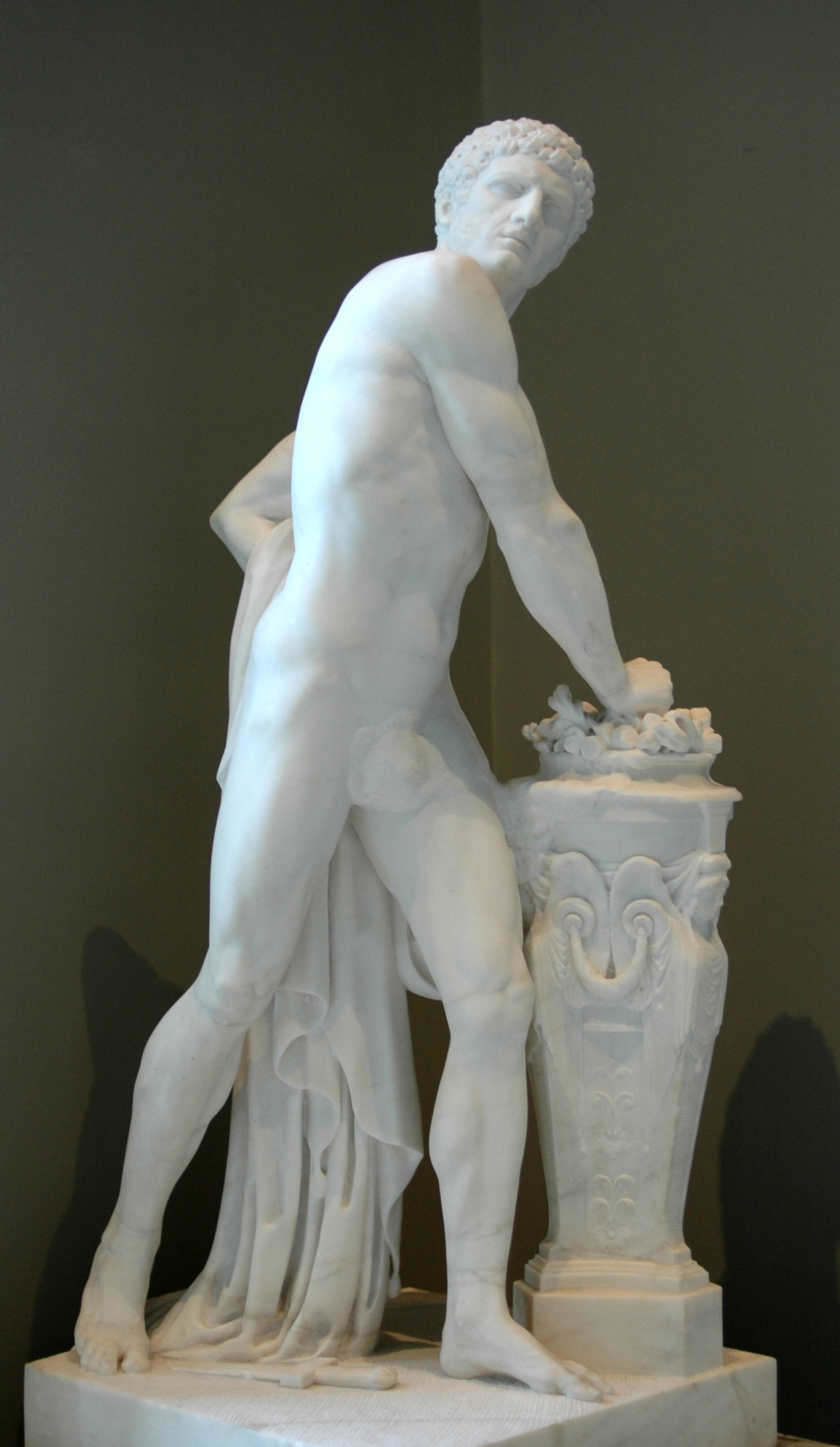
Louis Pierre Deseine, Mucjusz Scewola, 1791

Mucjusz Scewola (łac. Mucius Scaevola) – bohater rzymskiej legendy.
W rzeczywistości nosił imię Gaius Mucius Cordus. Podczas oblężenia Rzymu przez Etrusków w 508 p.n.e. za zgodą senatu udał się do obozu wroga, aby skrytobójczo zamordować etruskiego króla Porsennę. Przez pomyłkę zabił pisarza królewskiego. Schwytany, włożył rękę do ognia, aby okazać, że nie lęka się tortur ani śmierci. Zdumiony męstwem Mucjusza Porsenna puścił go wolno i zawarł pokój z Rzymianami. Sam Mucjusz otrzymał przydomek Scaevola (Mańkut).
Do jego legendy nawiązuje opera Muzio Scevola. Jest bohaterem obrazu Hansa Baldunga pt. Mucjusz Scewola.